# باول إس. دايموند
باول إس. دايموند (بالإنجليزية: Paul S. Diamond)‏ هو قاضي ومحامي أمريكي، ولد في 1953 في بروكلين في الولايات المتحدة.